# Јован Братић
Јован Братић (Подграђе, 19. јануар 1974) српски је стрип цртач, сценариста и писац поезије.

## Биографија
По занимању је машински техничар, а запослен је као професионално војно лице. Био је свједок и учесник ратне драме која се одигравала на балканској позорници, деведесетих година XX вијека.
Основну и средњу школу, смјер машински техничар, завршио је у Невесињу. Ратна збивања на нашим просторима, пореметила су његове планове за даљим школовањем. Учесник је Одбрамбено-отаџбинског рата и ти догађаји су много утицали на његово животно опредјељење и позив, јер се посветио професионалном војном позиву у чину подофицира. Као дјечак, сваки слободан тренутак проводио на селу код родитеља где је, уз светлост петролејке, учио да црта по узору на цртаче Бонелијевих свезака. Творац је вестерн јунака Била Макферсона који се појављивао у серијалима у часопису „Планинче”.  Од ране младости почео је са стваралачким радом на пољу илустрација и цртежа, а мало касније почиње да се бави и писањем поезије. До сада је објавио пет збирки пјесама: Олујна лета (2001), Крик шапата (2005), Од побуне до покора (2008), Вјетрови су пробудили сјенке (2021) и "Ако ме тражиш" (2025). Пјесме су му објављиване у више часописа и књига а заступљен је и у антологијама савремене српске лирике у источној Херцеговини Херцеговачки вијенац 2014. и 2020. Више пута награђиван у области поезије.
Аутор је неколико самосталних стрип албума са историјским темама: Невесињска пушка (2008), Битка на Вучјем долу (2008), Вожд Карађорђе (2010), Краљевић Марко (2012), друго обједињено издање стрипа Невесињска пушка (2013), Понори зла (2017), Барут и сабља (2022). Коаутор је, као текстописац, поетичног стрип албума Тетовирани облаци (2021) заједно са цртачем Гораном Лојпуром,   као и коаутор стрип албума хорор прича Глуво доба (2021) и Стриповијетки - Бранко Ћопић (2023). Члан је Удружења књижевника Републике Српске, Удружења стрип аутора и обожавалаца стрипа Републике Српске“ Девета димензија“ као и члан Удружења стрипских уметника Србије и редован сарадник стрип магазина Parabellum. У склопу овога магазина објавио је краће стрип приче: Фатаморгана, Малиша, Лазарева гомила, Тишина, Под сјенама мјесеца, Понуда, Вук Драгиша, Јаковљева смрт (према причи мајора Јездимира Дангића). Заједно са већим бројем аутора учествовао је, са епизодом Крв на огњишту, у креирању стрип албума Сарајевски атентат, посвећеног стогодишњици Великог рата. Један од креатора стрип албума хорор прича Глуво доба, према текстовима Нинослава Митровића (епизода Бдијење). Илустровао је неколико књига и насловних страница за друге ауторе. Учесник је више колективних изложби стрипа, илустрација и слика. Аутор је маскоте Еро, симбола традиционалне манифестације „Невесињска олимпијада“.
Ожењен, отац троје дјеце. Живи у Невесињу.

## Галерија
- Jovan Bratić - pjesnik
- Kantautor
- Jovan B.